# Vliegveld Middenmeer
Vliegveld Middenmeer is een vliegveld in de gemeente Hollands Kroon nabij de gelijknamige plaats Middenmeer. Het vliegveld wordt in het Engels Middenmeer Airfield genoemd.
In de Wieringermeerpolder lag al voor 1940 een militair hulpvliegveld waarvan Fokker C.V's en Fokker C.X's ingedeeld bij de 1e Verkenningsgroep van het Wapen der Militaire Luchtvaart, de voorloper van de Koninklijke Luchtmacht, gebruikmaakten.
De startbaan heeft een lengte van 600 meter en een breedte van 30 meter. De baan is niet verhard. Op het veld is een vliegschool gevestigd. Jaarlijks wordt er een open dag georganiseerd.